# Brauerei Schmitt

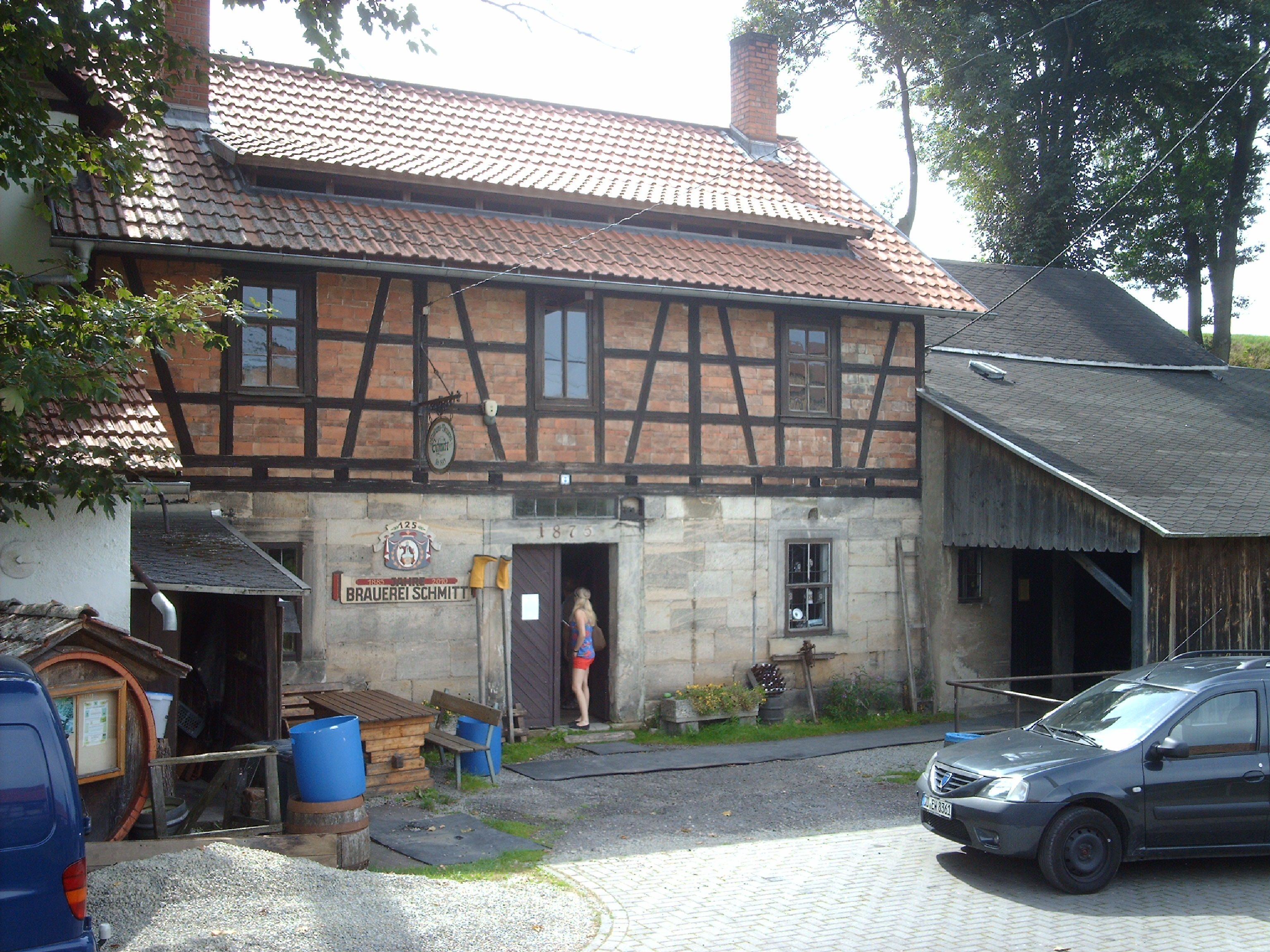
Die Brauerei (2006)

Die Museumsbrauerei Schmitt in Singen ist eine Bierbrauerei in Thüringen.

## Geschichte
Schon im 17. Jahrhundert wird eine „Fuhrmannsschänke“ außerhalb des Ortes an einer alten Handelsstraße erwähnt. 1867 kam der Gasthof in den Besitz des Bierbrauers Ernst Heinrich Jacobi, der die Bierherstellung ausweitete. 1885 erwarb Richard Schmitt die Brauerei und brachte diese in den folgenden Jahren auf den neuesten technischen Stand, welcher bis heute weitgehend vorhanden ist.
In der DDR wurde die Brauerei als Familienbetrieb weitergeführt. Bis 1974 war Oskar Schmitt der Inhaber, danach ging die Brauerei in den Besitz von Edith (Tochter Oskar Schmitts) und Fritz Obstfelder über. 1976 wurde dann die gesamte Brauerei unter Denkmalschutz gestellt.
Der heutige Braumeister Uwe Obstfelder, der Sohn von Edith und Fritz Obstfelder, führt seit 1990 die Brauerei, welche als die kleinste produzierende Brauerei Thüringens gilt, weiter.